# Lucio Crasicio Pansa
Lucio Crasicio Pansa (Lucius Crassicius Pansa: Tarento, ca. 70 a. C. - Roma, después del año 10) fue un gramático, mitógrafo y preceptor romano que vivió en la época de Augusto.

## Biografía
Nativo de Tarento, Crasicio fue un liberto como otros gramáticos, con el nombre de Pasicle, que luego podría haber tomado el nombre de su patrón y se convirtió en el cognomen más romano de Pansa.
Su primera actividad fue la de mimógrafo pero, más tarde, se entregó a la gramática, a su enseñanza, como era habitual en los maestros de escuela, al aire libre, bajo una pérgola y mostrando una considerable erudición. Luego se convirtió en preceptor en familias de alto rango, y tuvo entre sus discípulos a Julo Antonio, hijo del triunviro Marco Antonio y su fama alcanzó la de Verrio Flaco, preceptor de los nietos de Augusto.
En los últimos años de su vida se dedicó a la filosofía siguiendo la escuela de los sextios, y por lo tanto, con una connotación pitagórica bastante extendida en la época de Augusto (como en el libro VI de la Eneida de Virgilio).

## Obras
De Crasicio solo tenemos los comentarios sobre la leyenda chipriota del amor incestuoso de Esmirna a su padre, Cíniras, narrado en un epilio de Cayo Helvio Cinna que tuvo un gran éxito por los datos y la erudición.